# Oligofrenia
El término oligofrenia (del griego poca mente) o frenastenia se usaba antiguamente para referirse a la discapacidad intelectual grave causada por el desarrollo atípico de la inteligencia a muy corta edad. Dependiendo del nivel de incapacidad, se clasificaba en cuatro tipos, pero es una clasificación arcaica que ya no es aceptada, en la que muchos de los términos son considerados peyorativos:
- Idiota: Incapaz de comunicarse, sin actividad física, imposible de educar. CI no superior a 30.

- Imbécil: Incapaz de leer o escribir. CI no superior a 60.

- Morón: Autosuficiente en las tareas manuales y con cierto desarrollo de memoria, pero sin la capacidad para desarrollar abstracciones mentales. CI no superior a 90.
- Idiot-savant (literalmente "sabio-idiota", en francés): Autosuficiente para tareas manuales, aunque carente de criterio. Puede llegar a hilar 4 palabras seguidas, aunque no se le llega a entender. Hay "savants" no oligofrénicos, relacionados con el autismo y algunos pueden presentar algunas habilidades intelectuales en un grado sorprendente de desarrollo.[1] Advertencia: no debe confundirse con los trastornos del espectro autista.

## Diferencias entre oligofrenia y retraso mental
Se estima que el uso del término oligofrenia, por su propia etimología y uso histórico, debería circunscribirse a un retraso mental provocado por causas físicas o patológicas, es decir, al retraso mental no provocado por falta de estímulos, sino por una causa orgánica, ya sea genética (trisomía 13, 21), perinatal (anoxia en el parto, etc.) o un retraso mental posnatal (traumatismos craneoencefálicos por accidentes). De este modo, un retraso mental por deprivación ambiental no podría considerarse oligofrenia.

## En la cultura popular

### En el cine
- El juego de la guitarra (1973), película mexicana dirigida por José María Fernández Unsaín e interpretada por Jacqueline Andere, presenta el caso de una chica adulta que, por su enfermedad mental, asesina (aparentemente de manera involuntaria) a su mamá, con quien vivía encerrada en su casa.